# Nigidius svenjae
Nigidius svenjae es una especie de coleóptero de la familia Lucanidae.

## Distribución geográfica
Habita en Costa de Marfil.